# Arothron caeruleopunctatus
Arothron caeruleopunctatus es una especie de peces de la familia Tetraodontidae en el orden de los Tetraodontiformes.

## Morfología
Los machos pueden llegar alcanzar los 80 cm de longitud total.

## Hábitat
Es un pez de mar de clima tropical y asociado a los  arrecifes de coral que vive entre 20-50 m de profundidad.

## Distribución geográfica
Se encuentra desde Reunión y Maldivas hasta Indonesia , Papúa Nueva Guinea  el Mar del Coral y Japón.